# Quercus delavayi
Quercus delavayi és una espècie de roure que pertany a la família de les fagàcies i està dins del subgènere Cyclobalanopsis, del gènere Quercus.

## Descripció
Quercus delavayi és un arbre de fins a 20 metres d'alçada; ramificacions, pecíols, limbes foliars joves densament, limbes foliars madures abaxialment, i inflorescències tomentoses estrellades de color marró ataronjat pàl·lid. El pecíol entre 1 a 2,5 cm; les fulles fan fins a 12 cm de llarg., el limbe de les fulles és oblonga a ovada-el·líptica, de 8-12 × 2-4,5 cm, subsuperiosa, adaxialment glabrescent, base àmpliament cuneada a arrodonida, marge apical 1/2 serrat, l'àpex acuminat a poc acuminat; nervadura central abaxialment prominent i adaxialment impressionada; nervis secundaris de 10-14 a cada costat de la nervadura central; nervis terciaris abaxialment poc evidents. Les inflorescències femenines axil·lars, solitàries, d'uns 4 cm, amb cúpules 2 o 3. La cúpula poc profunda en forma de bol, de 5-8 (-10) mm × 1-1,5 (-1,9) cm, que tanca aproximadament 1/2 de la gla, a l'exterior és tomentosa de color marró ataronjat pàl·lid, a l'interior és sedós de color marró ataronjat pàl·lid, paret d'uns 2 mm de gruix; bràctees en 6 o 7 anells, marge superficialment denticulat. Les glans són d'el·lipsoides a ovoides, d'uns 1,8 × 1-1,5 cm, tomentoses, glabrescents, indentades apicalment; cicatriu entre 6 a 8 mm de diàmetre, convex; estil persistent. Floreig entre abril i maig i fructifica entre setembre i octubre de l'any següent.

## Distribució i hàbitat
Quercus delavayi creix al sud de la Xina, a les províncies de Guizhou, Hubei, Sichuan, Yunnan i Guangxi, als boscos muntanyencs de rouredes, pinedes i lauràcies o mixtos, entre els 1000 i 2800 m.

## Taxonomia
Quercus delavayi va ser descrita per Franch. i publicat a Journal de Botanique (Morot) 13(5): 158–159. 1899.
Etimologia
Quercus: nom genèric del llatí que designava igualment al roure i a l'alzina.
delavayi: epítet.